# New Yorks mysterier
New Yorks mysterier er en amerikansk stumfilm fra 1915.

## Medvirkende
- Pearl White som Elaine Dodge.
- Creighton Hale som Walter Jameson.
- Lionel Barrymore som Marcus Del Mar / Mr. X.
- Arnold Daly som Craig Kennedy.
- Warner Oland.